# Acalcarella nucus
Acalcarella nucus är en tvåvingeart som först beskrevs av Pankratova 1950.  Acalcarella nucus ingår i släktet Acalcarella och familjen fjädermyggor. Inga underarter finns listade i Catalogue of Life.